# Paul Landowski (médecin)
Pour les articles homonymes, voir Landowski.
Paweł Landowski, né à Łęczyca le 4 juin 1843, mort à Paris le 21 avril 1894 , est un médecin polonais, spécialiste en gynécologie.

## Biographie
Il est le fils de Wincenty Landowski (1814-1873), docteur en médecine, et Rosalie Szanowska. Avec son frère ainé Edward Landowski, ils étudient la médecine à Lublin.
En 1863, après l'Insurrection de Janvier, Edward et Paweł, et leurs parents émigrent vers la Suisse, puis arrivent en France.
En mai 1873, son père meurt à Paris.
En 1882, son frère Edward et son épouse contractent une maladie à Alger, leurs enfants, Władysław, Henryk, Paweł, Józef et Franciszka sont rapatriés en France. Célibataire, il élève les enfants jusqu'à sa mort, le 21 avril 1894.

## Publications
- Utérus et vagin doubles sur le vivant, article de 1886 paru dans les Bulletins et mémoires de la société d'anthropologie de Paris.